# Diocese de Taraçona
A Diocese de Taraçona (em latim: Dioecesis Turiasonensis) é uma diocese da Igreja Católica da Espanha, sediada nas cidades de Taraçona na província de Saragoça, comunidade autónoma de Aragão. Faz parte da Arquidiocese de Saragoça. Foi fundada em 449 pelo Papa Leão I como Diocese de Taraçona, e restaurada em 1118 pelo Papa Pascoal II com o mesmo nome. Em 2022 contava com uma população católica de 69 190 fiéis, sendo 94,8% da população total, e tinha 77 paróquias.

## História
Em 449 o Papa Leão I funda a Diocese de Taraçona. Em 470 a diocese torna-se sufragânea de Tarragona. Em 700 a diocese é suprimida, sendo restaurada em 1118 pelo Papa Pascoal II. Em 1318 torna-se sufragânea de Saragoça. Em 1889 a diocese de Taraçona se funde com a Diocese de Pamplona (-Tudela) para a formação da Diocese de Taraçona (-Tudela). Em 1955 a união é desfeita, retornando as dioceses iniciais. No mesmo ano a diocese de Diocese de Taraçona ganha parte dos territórios da Arquidiocese de Saragoça e da Siguença, em contrapartida perde território para as dioceses de Calahorra e La Calzada e Osma e a  Pamplona (-Tudela).

## Lista de bispos
A seguir uma lista de bispos da diocese desde sua restauração em 1118. Não se tem muito registro dos bispos anteriores a essa data.
|                    | Nome                                         | Período            | Notas                                           |
| Bispos de Tarazona | Bispos de Tarazona                           | Bispos de Tarazona | Bispos de Tarazona                              |
| ------------------ | -------------------------------------------- | ------------------ | ----------------------------------------------- |
| 60º                | Vicente Rebollo Mozos                        | 2022 - atual       |                                                 |
| 59º                | Eusebio Ignacio Hernández Sola, O.A.R.       | 2011 - 2022        |                                                 |
| 58º                | Demetrio Fernández González                  | 2004 - 2010        | Nomeado bispo de Córdova                        |
| 57º                | Joaquín Carmelo Borobia Isasa                | 1996 - 2004        | Renunciou                                       |
| 56º                | Miguel José Asurmendi Aramendia, S.D.B.      | 1990 - 1995        | Nomeado bispo de Vitória                        |
| 55º                | Ramón Búa Otero                              | 1982 - 1989        | Nomeado bispo de Calahorra e La Calzada-Logroño |
| 54º                | Victorio Oliver Domingo                      | 1976 - 1981        | Nomeado bispo de Albacete                       |
| 53º                | Francisco Alvarez Martínez                   | 1973 - 1976        | Nomeado bispo de Calahorra e La Calzada-Logroño |
| 52º                | José Méndez Asensio                          | 1968 - 1971        | Nomeado arcebispo de Pamplona (-Tudela)         |
| 51º                | Manuel Hurtado y García                      | 1947 - 1966        | Faleceu no cargo                                |
| 50º                | Nicanor Mutiloa e Irurita, C.SS.R.           | 1935 - 1946        | Faleceu no cargo                                |
| 49º                | Isidro Gomá y Tomás                          | 1927 - 1933        | Nomeado arcebispo de Toledo                     |
| 48º                | Isidoro Badía y Sarradell                    | 1917 - 1926        | Faleceu no cargo                                |
| 47º                | Santiago Ozcoidi y Udave                     | 1905 - 1916        | Faleceu no cargo                                |
| 46º                | José María Salvador y Barrera                | 1901 - 1905        | Nomeado bispo de Madrid                         |
| 45º                | Juan Soldevilla y Romero                     | 1899 - 1901        | Nomeado arcebispo de Saragoça                   |
| 44º                | Cosme Marrodán y Rubio                       | 1857 - 1888        | Faleceu no cargo                                |
| 43º                | Gil Estéve y Tomás                           | 1854 - 1857        | Nomeado bispo de Tortosa                        |
| 42º                | Vicente Ortiz y Labastida, O.P.              | 1848 - 1852        | Faleceu no cargo                                |
| 41º                | Jerónimo Castellón y Salas                   | 1815 - 1835        | Faleceu no cargo                                |
| 40º                | Francisco Porró y Reinado                    | 1803 - 1814        | Faleceu no cargo                                |
| 39º                | Damían Martínez de Galinzoga, O.F.M.         | 1795 - 1802        | Faleceu no cargo                                |
| 38º                | José Laplana y Castellón                     | 1766 - 1795        | Faleceu no cargo                                |
| 37º                | Esteban Villanova Colomer                    | 1755 - 1766        | Faleceu no cargo                                |
| 36º                | José Alcaraz y Belluga                       | 1741 - 1755        | Renunciou                                       |
| 35º                | García Pardiñas Villar de Francos, O.de M.   | 1720 - 1741        | Faleceu no cargo                                |
| 34º                | Blas Serrate                                 | 1701 - 1718        | Faleceu no cargo                                |
| 33º                | Bernardo Mateo Sánchez de Castellar          | 1683 - 1700        | Faleceu no cargo                                |
| 32º                | Diego Antonio Francés de Urrutigoyti y Lerma | 1673 - 1682        | Faleceu no cargo                                |
| 31º                | Miguel Escartín Arbeza, O.Cist.              | 1664 - 1673        | Faleceu no cargo                                |
| 30º                | Diego Escolano y Ledesma                     | 1660 - 1664        | Nomeado bispo de Segóvia                        |
| 29º                | Pedro Manero, O.F.M.                         | 1656 - 1659        | Faleceu no cargo                                |
| 28º                | Diego Castejón Fonseca                       | 1644 - 1655        | Faleceu no cargo                                |
| 27º                | Baltasar Navarro Arroytia                    | 1631 - 1642        | Faleceu no cargo                                |
| 26º                | Pedro Herrera Suárez, O.P.                   | 1630 - 1631        | Faleceu no cargo                                |
| 25º                | Martín Terrer Valenzuela, O.S.A.             | 1614 - 1630        | Nomeado arcebispo de Saragoça                   |
| 24º                | Diego de Chaves y de las Casas, O.S.H.       | 1599 - 1613        | Faleceu no cargo                                |
| 23º                | Pedro Cerbuna Negro, O.R.S.A.                | 1585 - 1597        | Faleceu no cargo                                |
| 22º                | Juan Redín Cruzat                            | 1577 - 1584        | Faleceu no cargo                                |
| 21º                | Pedro Martínez de Luna                       | 1572 - 1574        | Faleceu no cargo                                |
| 20º                | Juan González Munébraga                      | 1546 - 1567        | Renunciou                                       |
| 19º                | Ercole Gonzaga                               | 1537 - 1546        | Renunciou                                       |
| 18º                | Gabriel Orti                                 | 1523 - 1535        | Faleceu no cargo                                |
| 17º                | Guillermo Ramón de Moncada                   | 1496 - 1521        | Faleceu no cargo                                |
| 16º                | Andrés Martínez Ferriz                       | 1478 - 1595        | Faleceu no cargo                                |
| 15º                | Pedro Ferris                                 | 1464 - 1478        | Faleceu no cargo                                |
| 14º                | Jorge Bardají                                | 1442 - 1464        | Faleceu no cargo                                |
| 13º                | Martín Cerdán                                | 1435 - 1442        | Faleceu no cargo                                |
| 12º                | Juan de Valtierra                            | 1407 - 1433        | Faleceu no cargo                                |
| 11º                | Francesco Climent Sapera                     | 1405 - 1407        | Renunciou                                       |
| 10º                | Berenguer de Ribalta, O.S.A.                 | 1404 - 1405        | Faleceu no cargo                                |
| 9º                 | Fernando Pérez Calvillo                      | 1391 - 1404        | Faleceu no cargo                                |
| 8º                 | Pedro Calvillo                               | 1354 - 1391        | Faleceu no cargo                                |
| 7º                 | Gaufrido                                     | 1346 - 1352        | Faleceu no cargo                                |
| 6º                 | Sancho López de Ayerbe, O.F.M.               | 1343 - 1346        | Nomeado arcebispo de Tarragona                  |
| 5º                 | Beltrán de Cornidela                         | 1324 - 1342        | Faleceu no cargo                                |
| 4º                 | Pedro Arnau de Torres                        | 1317 - 1321        | Faleceu no cargo                                |
| 3º                 | Miguel Jiménez de Urrea                      | 1309 - 1316        | Faleceu no cargo                                |
| 2º                 | Pedro                                        | 1289 - 1304        | Faleceu no cargo                                |
| 1º                 | Miguel Cornel                                | 1119 - 1151        | Faleceu no cargo                                |